# Elsässisches Museum
Das Elsässische Museum (französisch Musée Alsacien) in Straßburg ist das wichtigste Regionalmuseum für das Elsass. Das im Jahr 1902 gegründete Museum hat seinen Sitz in Straßburg, 23, quai Saint-Nicolas in der Altstadt von Straßburg.

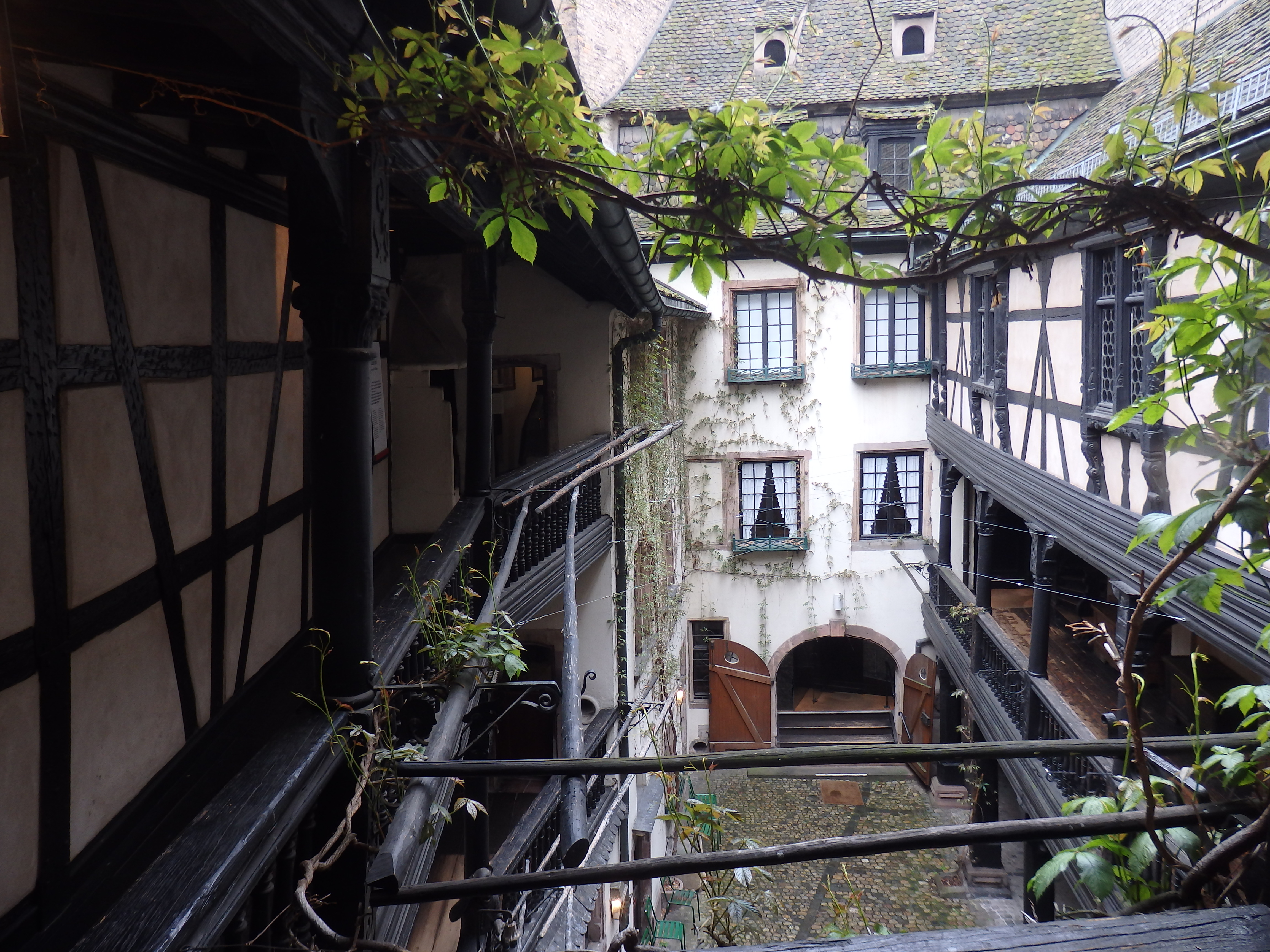
Großer Innenhof im Elsässischen Museum

## Ausstellungskonzept
Das Museum zeigt in einem großen um einen Innenhof gruppierten historischen Bürgerhausensemble die wechselseitigen Einflüsse des deutschen und des französischen Kulturraums auf das Elsass. Der Informationsflyer des Museums betont, dass ein im Jahr 1869 geborener und 1945 gestorbener Elsässer in seinem Leben fünfmal die Staatsangehörigkeit wechselte. Erwähnung finden auch die gängigen Klischees über die Elsässer. Die meisten Exponate stammen aus dem 18. und 19. Jahrhundert. Mit der Gründung des Museums sollte das explizit elsässische Kulturerbe bewahrt werden, weil man befürchtete, dass Regionen wie das Elsass zukünftig ganz in den Nationalstaaten aufgehen und ihre Besonderheiten verlieren würden. Im Schwerpunkt wird das alltägliche Leben der Elsässer mit ihren Gebrauchsgegenständen gezeigt. Die Architektur von Bürgerhäusern, ihre Möblierung (u. a. Hochzeitstruhen), Haushaltsgegenstände, Kleidung (auch Trachten) und Gegenstände zur Ausübung der verschiedenen Religionen (u. a. eine Sammlung von Votivtafeln und ein Jüdisches Oratorium) bilden den Schwerpunkt der Ausstellung. Unter allem hat die Keramiksammlungen mit ihren Informationen zur früheren Keramikherstellung im Elsass (mit dem Schwerpunkt der noch heute bestehenden Standorte Soufflenheim und Betschdorf) besondere Bedeutung.
Leiterin des Museums ist Élisabeth Shimells.

## Abteilung Jüdische Geschichte
Schon die Gründer des Elsässischen Museums Pierre Bucher und die Brüder Dollinger haben 1908 gemeinsam mit der Société d’histoire des israélites d’Alsace et de la Lorraine (Historische Gesellschaft der Juden von Elsass und Lothringen) begonnen, Zeugnisse des jüdischen Lebens im Elsass zu sammeln. Juden waren seit dem 12. Jahrhundert im Elsass nachweisbar und haben viele Spuren hinterlassen. Das Museum erhielt schon in den Anfangsjahren die umfangreiche Sammlung von Paul Westercamp, die viele Torawimpel (hebräisch: Mappot) umfasste, als Schenkung. In den 2010er Jahren kam ein umfangreicher Fund aus der alten Synagoge in Dambach-la-Ville hinzu, der aus ca. 900 Objekten bestand, davon 400 Torawimpel, die ältesten von 1750. 2020 umfasste die Sammlung des Museums ca. 1500 Objekte. Die Sammlung hat zwei Weltkriege überstanden, die materielle Wertlosigkeit ihrer Exponate hat die Beschlagnahmung während der deutschen Besatzung 1940 bis 1944 verhindert.
Hinweis zu  den Torawimpeln:

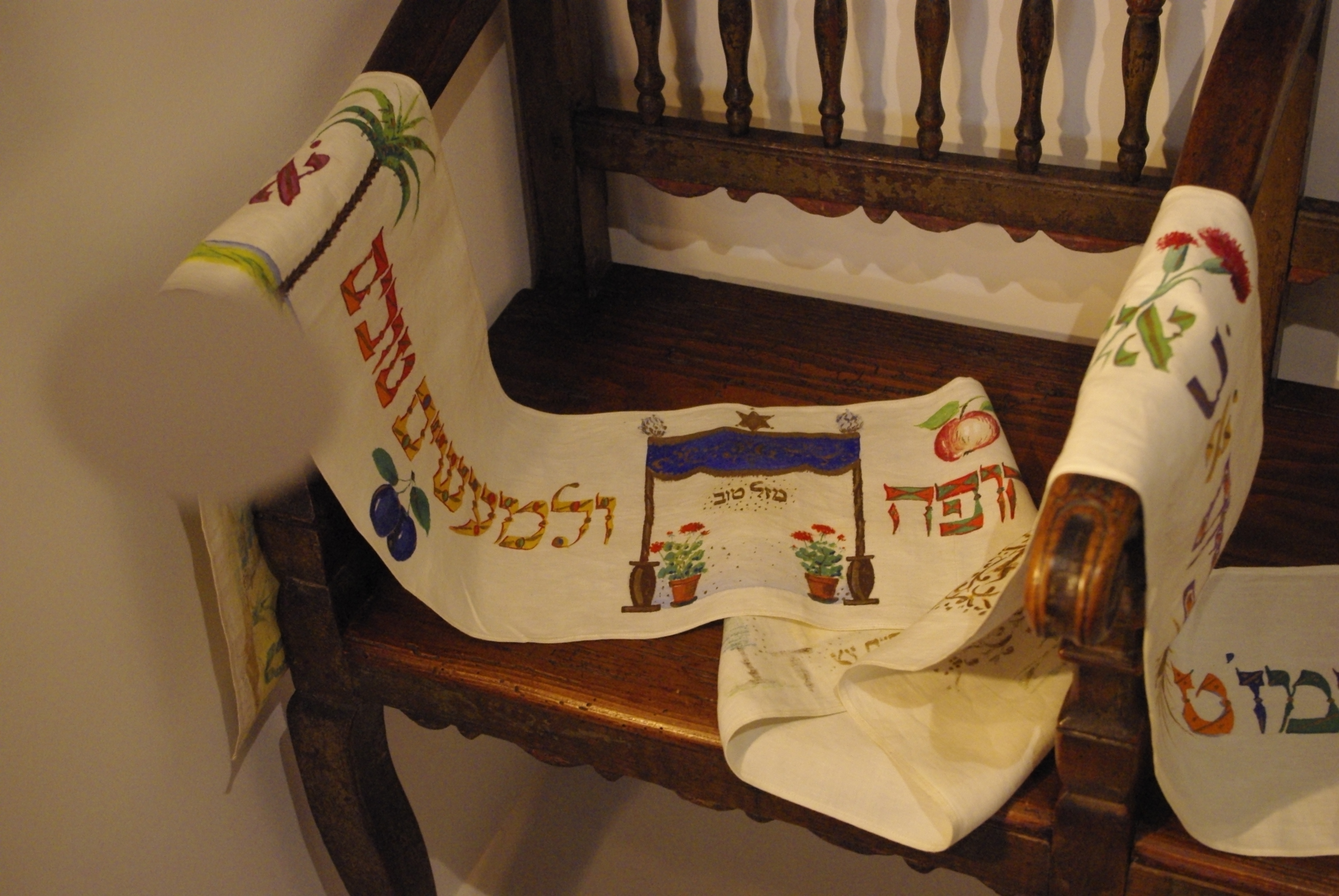
Elsässisches Museum – Torawimpel

Die Windeln der jüdischen Jungen während der Beschneidung wurden später verziert mit Stickereien und Häkeleien. Danach wurden sie in der Synagoge aufbewahrt als Zeichen der Zugehörigkeit zu der Gemeinde. Man hat sie um die Torarollen der Synagoge gewickelt, daher ihr Name. Kulturhistorisch interessant sind sie, weil sie von den Frauen der Gemeinden selbst verziert wurden. Dabei haben sie lokale Bilder und Symbole benutzt, die viel über das Leben der jüdischen Gemeinden aussagen. Sie werden heute von Forschern aus aller Welt ausgewertet.

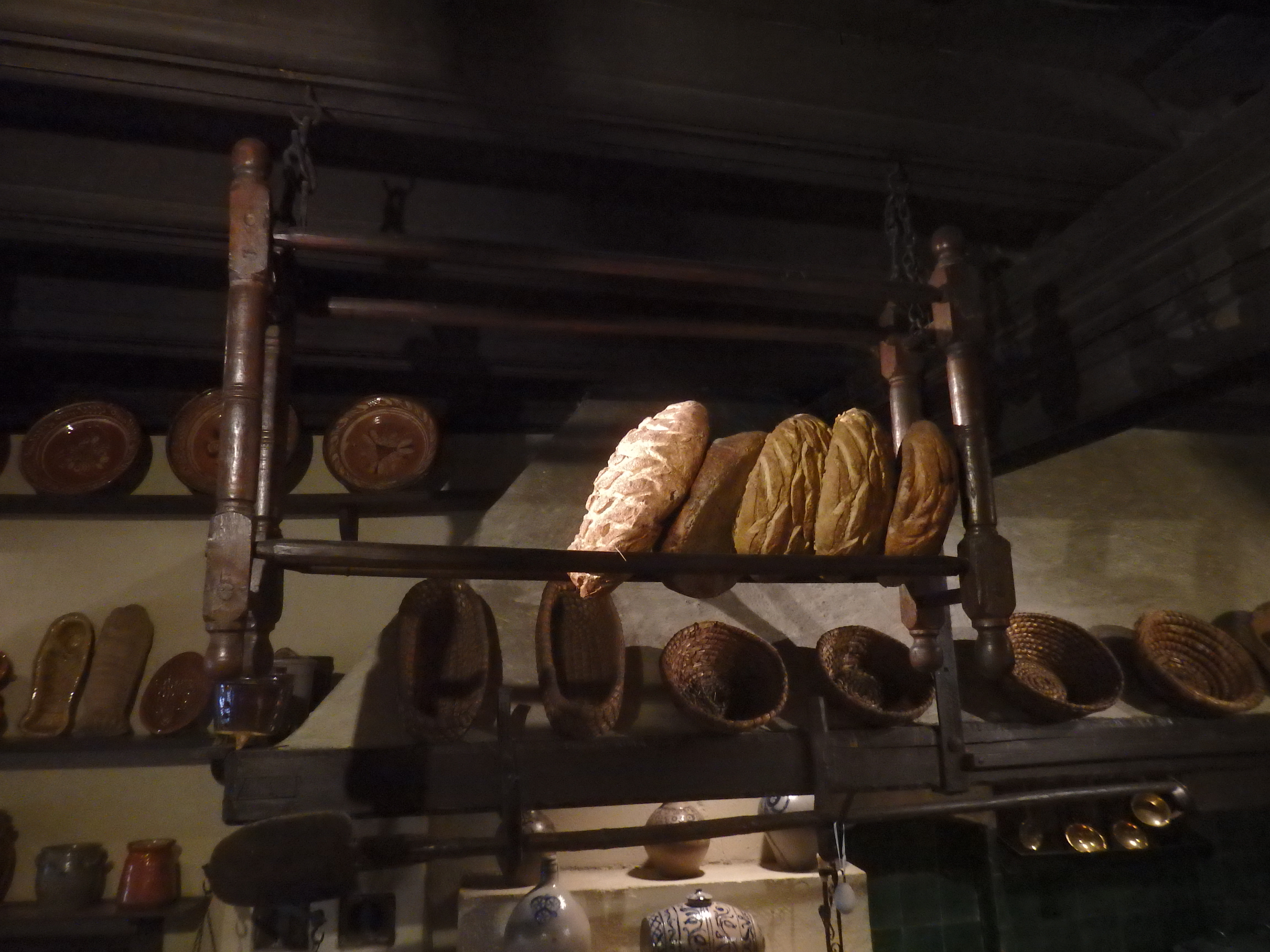
Küche im Elsässischen Museum
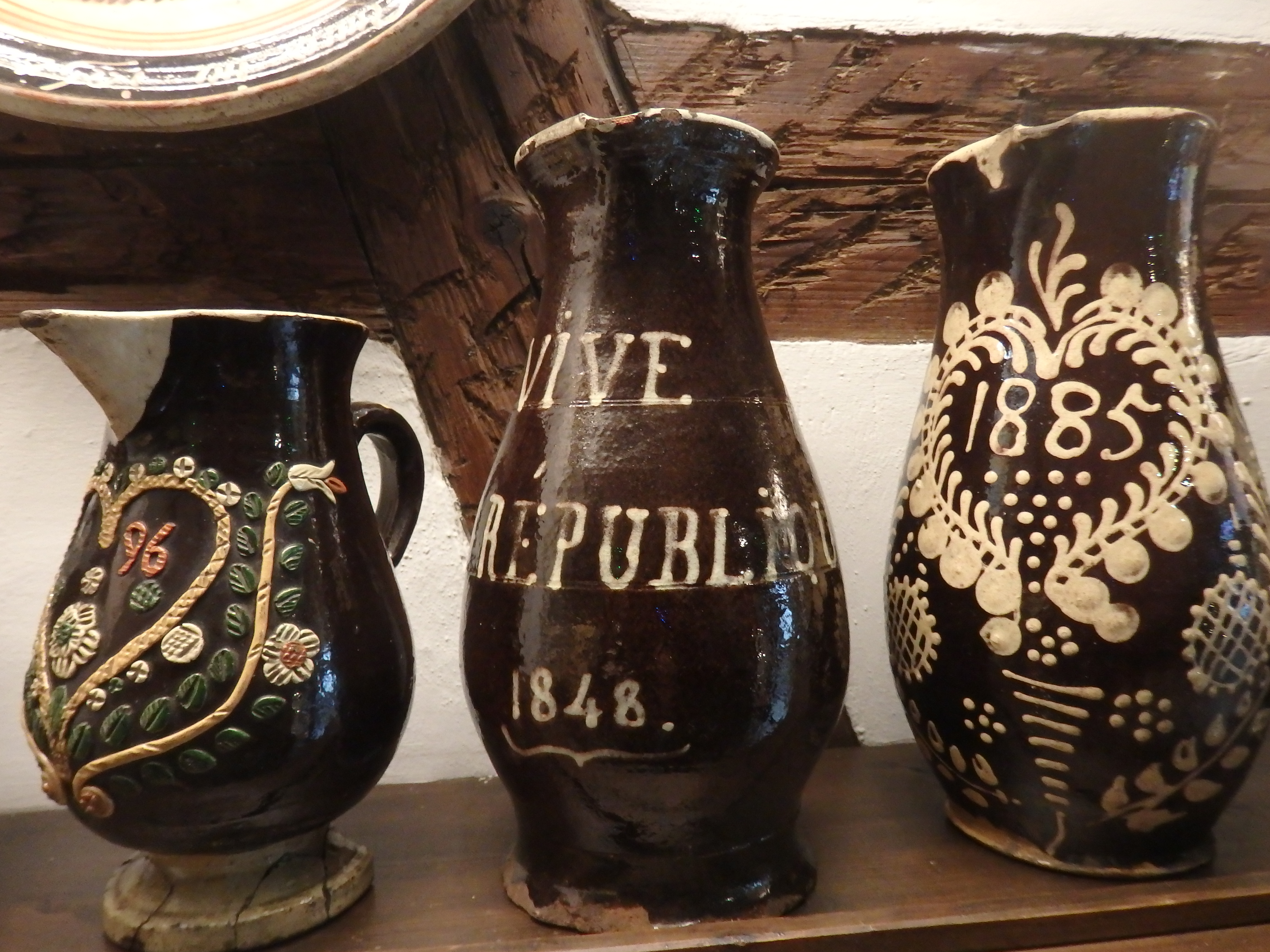
Soufflenheimer Keramik (1848–96)
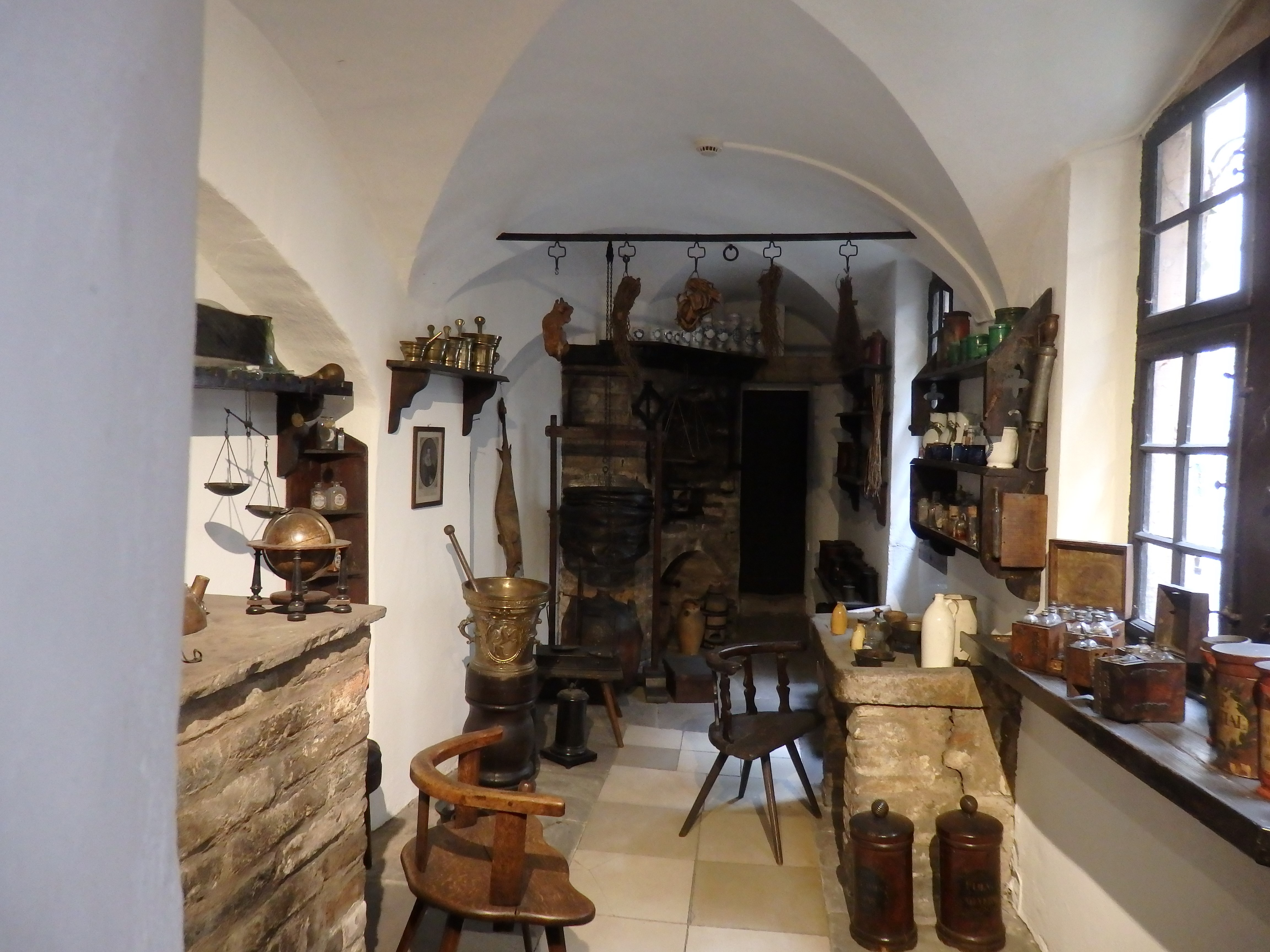
Apothekerlabor im Elsässischen Museum